# Deltareeks
De Deltareeks was een prestigieuze boekenreeks van heruitgaven van klassieken uit de Nederlandse literatuur.
De doelstelling van de reeks is het permanent in de boekhandel verkrijgbaar houden (in wetenschappelijke leesedities)  van de belangrijkste werken uit de Nederlandse literatuur. Hiertoe is een samenwerkingsverband van zeven (en later elf) uitgevers opgezet, die ieder een aantal delen uit de reeks voor hun rekening namen. De delen van de reeks hadden aanvankelijk een uniform uiterlijk. Alle boeken werden in een luxe boekverzorging uitgebracht. De teksten werden overeenkomstig de principes van de wetenschappelijke leeseditie royaal geannoteerd en in een inleiding of nawoord toegelicht met een uitgebreid historisch en literair-historisch commentaar.
De zorg voor de totstandkoming van de reeks, en de financiële steun aan de uitgevers, werd door het Ministerie van OC&W in handen gegeven van het Nederlands Literair Productie- en Vertalingenfonds. Het ministerie droeg door middel van subsidies bij tot de vorming en instandhouding van de reeks.
De eerste delen in de Deltareeks werden in 1998 uitgegeven, en in 2010 waren zo'n dertig uitgaven gerealiseerd. Daartoe behoren onder meer werken van P.C. Hooft, Joost van den Vondel, Bredero, Jacques Perk, Herman Gorter, Frederik van Eeden, J.H. Leopold, Carry van Bruggen en Arthur van Schendel.